# Matteo Bianchi
Matteo Bianchi (* 21. Oktober 2001 in Bozen) ist ein italienischer Radsportler, der in den Kurzzeitdisziplinen auf der Bahn startet.

## Sportlicher Werdegang
In seiner Jugend war Matteo Bianchi, der aus der Südtiroler Stadt Leifers stammt (sein Vater Christian Bianchi war dort von 2015 bis 2023 Bürgermeister), als Skiläufer aktiv, Radsport betrieb er im Sommer, um in Bewegung zu bleiben.
Seit 2019 ist Matteo Bianchi im Leistungsradsport erfolgreich und entwickelte sich unter der Ägide des ehemaligen Radsportlers Ivan Quaranta zum Aushängeschild der Kurzzeitdisziplinen, die in den vergangenen Jahren in Italien vernachlässigt worden waren. In jenem Jahr errang er auf Anhieb zwei internationale Medaillen: jeweils Bronze im 1000-Meter-Zeitfahren bei den Junioren-Welt-en wie den Junioren-Europameisterschaften. 2022 wurde er U23-Europameister im Keirin, 2023 holte er drei U23-Titel. Bei den Bahnradsport-Europameisterschaften 2022 der Elite in München wurde er Zweiter über den Kilometer. Dabei stellte er mit 59,661 Sekunden einen neuen italienischen Rekord auf und blieb er als erster Italiener über diese Distanz unter einer Minute.
2024 und 2025 wurde Bianchi Europameister im 1000-Meter-Zeitfahren.

## Erfolge

### Bahn
2018
- Italienischer Meister (Junioren) – Sprint

2019
- Junioren-Weltmeisterschaft – 1000-Meter-Zeitfahren
- Junioren-Europameisterschaft – 1000-Meter-Zeitfahren

2022
- U23-Europameister – 1000-Meter-Zeitfahren, Keirin
- Europameisterschaft – 1000-Meter-Zeitfahren
- U23-Europameisterschaft – Teamsprint (mit Daniele Napolitano und Matteo Tugnolo)
- Italienischer Meister – Teamsprint (mit Daniele Napolitano und Matteo Tugnolo)

2023
- U23-Europameister – 1000-Meter-Zeitfahren, Keirin, Teamsprint (mit Mattia Predomo und Matteo Tugnolo)

2024
- Europameister – 1000-Meter-Zeitfahren

2025
- Europameister – 1000-Meter-Zeitfahren